# Celtis balansae
Celtis balansae är en hampväxtart som beskrevs av Jules Émile Planchon. Celtis balansae ingår i släktet Celtis och familjen hampväxter. Inga underarter finns listade i Catalogue of Life.